# Danilo Oscar Lancini
Danilo Oscar Lancini (Rovato, 15 ottobre 1965) è un politico italiano.

## Biografia

### Attività politica
Esponente della Lega Nord, è stato sindaco di Adro, in provincia di Brescia, per due mandati consecutivi dal 2004 al 2014; in questa veste nel 2010 ottiene l’attenzione dei media italiani per aver negato l'uso della mensa scolastica ai bambini con genitori in difficoltà economiche e per le polemiche nate dalla decisione di adornare con decine di Soli delle Alpi, simbolo della Lega Nord, il polo scolastico del proprio comune, intitolato al fondatore e ideologo dello stesso partito Gianfranco Miglio. L'allora Ministro dell'Istruzione Mariastella Gelmini dispose la rimozione dei simboli dal plesso.

#### Europarlamentare
Candidato senza successo alla Camera e al Senato nel 2008 e nel 2013, nel 2014 si candida al Parlamento europeo, nelle liste della Lega Nord nella circoscrizione Italia nord-occidentale: ottiene 14.258 preferenze, ma ancora una volta non viene eletto. Accede poi alla carica di europarlamentare il 17 aprile 2018 a seguito delle dimissioni di Matteo Salvini, frattanto eletto senatore.
Si ricandida alle elezioni europee del 2019 con la Lega nella circoscrizione del Nord-Ovest e viene rieletto in terza posizione con 21.957 voti.
È membro della Commissione per il commercio internazionale e membro sostituto nella Commissione per l'ambiente, la sanità pubblica e la sicurezza alimentare
Alle elezioni europee del 2024 si ricandida nella circoscrizione nord-occidentale in settima posizione ma con oltre 6.000 preferenze si piazza dodicesimo in lista non risultando rieletto.

## Procedimenti giudiziari
Nel 2013 viene arrestato con l'accusa di aver favorito alcune aziende nella gara d’appalto per la realizzazione di opere a Adro. Nel 2021 viene denunciato dalla moglie per violazione degli obblighi di mantenimento, e subisce il pignoramento dei conti correnti.